# Selenogyrus austini
Selenogyrus austini is een spinnensoort in de taxonomische indeling van de vogelspinnen (Theraphosidae).
Het dier behoort tot het geslacht Selenogyrus. De wetenschappelijke naam van de soort werd voor het eerst geldig gepubliceerd in 1990 door Smith.